# Joachim Frank
Joachim Frank (Weidenau, 12 settembre 1940) è un biochimico tedesco naturalizzato statunitense, premio Nobel per la chimica nel 2017.

## Biografia
Professore al Columbia University College of Physicians and Surgeons, ha ricevuto il 4 ottobre 2017 con lo svizzero Jacques Dubochet e lo scozzese Richard Henderson il premio Nobel per la chimica per i loro studi in crio-microscopia elettronica.